# 種本直人
種本 直人（たねもと なおと、1984年5月20日 - ）は、日本のラグビーユニオン選手。

## プロフィール
- 神奈川県川崎市出身。
- ポジションはフッカー(HO)、プロップ(PR)。
- 身長 174cm、体重 105kg
- ニックネームはたくる。
- 関東代表に選ばれたことがある[1]。

## 略歴
6歳からラグビーを始めた
2003年、國學院久我山高校卒業後、早稲田大学に入る。なお國學院久我山高校時代、高校日本代表に選ばれたことがある。　また早稲田大学時代の同級生に今村雄太、菅野朋幸、曽我部佳憲、首藤甲子郎、茂木隼人、矢富勇毅らがいる。
2007年、早稲田大学卒業後、セコムラガッツに加入。同年9月9日に行われたトップイーストリーグ11第1節の秋田ノーザンブレッツラグビーフットボールクラブ戦に途中出場で公式戦初出場を果たす。 
2009年、NTTコミュニケーションズシャイニングアークスに加入。
2019年、NTTコミュニケーションズシャイニングアークスを退団した。